# Pehr von Afzelius
Pehr von Afzelius (14. december 1760 - 2. december 1843) var en svensk læge.
von Afzelius var en højt anset videnskabsmand, 1801-20 professor i medicin i Upsala, i mange år overdirektør for Hærens medicinalvæsen. Han adledes 1814 for sine mange fortjenester af videnskab, syge- og fattigpleje.